# 假山罗花马先蒿
假山罗花马先蒿（学名：Pedicularis pseudomelampyriflora）是列当科马先蒿属的植物，为中国的特有植物。分布于中国大陆的云南、四川等地，生长于海拔3,000米至4,000米的地区，常生长在阳坡，目前尚未由人工引种栽培。